# بافينو
بافينو هي بلدة وبلدية في مقاطعة فيربانو كوزيو أوسولا ، وهي جزء من بيدمونت ، شمال إيطاليا . وتقع على الساحل الغربي لـ Lago Maggiore ، وتبعد 21 كيلومتر (13 ميل) شمال غرب أرونا بالقطار.

## نبذة
في الشمال الغربي توجد محاجر الجرانيت الأحمر الشهيرة التي زودت الأعمدة لكاتدرائية ميلانو وكنيسة سان باولو فوري لو مورا في روما وغاليريا فيتوريو إيمانويل في ميلانو ومباني مهمة أخرى. وأحد عوامل الجذب الرئيسية هو الامتداد التاريخي للفلل والقلاع التي بنيت في القرن التاسع عشر. وتم احتلال بافينو في العصر الحديدي قبل الرومانية من قبل ليبونتي ، من قبيلة الليغور .

## روابط خارجية
- Baveno.org
- معلومات السياحة بافينو